# 180 (EP)
180 er den anden EP af musikeren Lord Siva. Den udkom den 8. december 2014 via disco:wax og 3. øje. EP'en indeholder otte sange, sunget af Lord Siva og produceret af Carl Barsk. På EP'en medvirker ud over Lord Siva også Karl William som featuring artist på sangen "180".

## Modtagelse

### Anmeldelser
180 blev generelt modtaget godt af kritikerne. 
Anmelderen for GAFFA, Maria Therese Seefeldt Stæhr, skriver blandt i sin anmeldelse, at "Denne gang er der mindre rapper og mere sanger [...]" i forhold til hans tidligere udgivelser og "Han er stadig et barn af natten, med sin mørke melankoli og inderlige tristesse i fortællinger om at være alene, forvirret, efterladt og desperat", hvor hun samtidig nævner nummeret "Tilbage" som en af EP'ens bedste, der "der gør ondt helt ind i hjertet – på den fede måde". Maria Therese Seefeldt Stæhr nævner, at Carl Barsk, produceren, og Lord Siva "er et godt makkerpar", der er "[...] gode til at fortælle historier sammen og har avanceret på flere måder siden sidst [EP'en 100, red.]", men "musikken og vokalen fortæller historierne langt bedre, end teksterne gør" og giver EP'en fire stjerner ud af seks mulige.
Soundvenues anmelder, Kristian Karl, skriver, at 180 er "et næsten brutalt åbent bekendelsesværk, der udstikker nye grænser for, hvor melankolsk, mørk og poetisk popmusik kan være" og at "Der er noget næsten Morrissey-agtigt over Lord Sivas skift mellem ligefremme beskrivelser af depression [...] og poetiseringen af den [...]". Han slutter sin anmeldelse af EP'en af med "Men frem for alt er ’180’ enestående, fordi den lukker angst og melankoli ind i popmusikken på en både følsom og frygtløs måde – det er et råb om hjælp forklædt som sirenesang" og giver EP'en fem stjerner ud af seks mulige.

## Spor
Alle sange er sunget af Lord Siva, undtaget hvor andet er angivet.
| 1.    | "Tilbage"                      | 3:17 |
| 2.    | "180" (featuring Karl William) | 3:37 |
| 3.    | "Glem Mig"                     | 3:25 |
| 4.    | "Min Kode"                     | 2:28 |
| 5.    | "Overdosis"                    | 3:22 |
| 6.    | "Inviteret"                    | 3:35 |
| 7.    | "Drømme"                       | 3:28 |
| 8.    | "Alene"                        | 2:43 |
| 25:55 |                                |      |